# Bistum Isiolo
Das Bistum Isiolo (lat.: Dioecesis Isiolanus) ist eine in Kenia gelegenes römisch-katholische Diözese mit Sitz in Isiolo. Es umfasst das Isiolo County.

## Geschichte
Papst Johannes Paul II. gründete das Apostolische Vikariat mit der Bulle Ad aptius am 15. Dezember 1995 aus Gebietsabtretungen des Bistums Meru. Am 14. Juli 2005 wurde der Apostolische Vikar Luigi Locati kurz vor seiner Emeritierung durch einen Auftragsmord getötet.
Am 15. Februar 2023 wurde das Apostolische Vikariat Isiolo durch Papst Franziskus zum Bistum erhoben und dem Erzbistum Nyeri als Suffragandiözese unterstellt.

## Ordinarien von Isiolo

### Apostolische Vikare
- Luigi Locati, 15. Dezember 1995 – 14. Juli 2005
- Anthony Ireri Mukobo IMC, 4. April 2006 – 15. Februar 2023

### Bischöfe
- Anthony Ireri Mukobo IMC, 15. Februar 2023 – 28. September 2024
- Peter Munguti Makau IMC, seit 28. September 2024